# Ottavio Belmosto
Ottavio Belmosto (né en 1559 à Venzolasca, royaume de Corse, alors dans la république de Gênes, et mort le 16 novembre  1618 à Rome) est un cardinal italien du début du XVIIe siècle.

## Biographie
Ottavio Belmosto est issu d'une richissime famille de banquiers d'origine corse et génoise. Son père, Luigi Belmosto, podestat de la Cité de Bastia, deviendra en 1563 orateur de Corse au Sérénissime Sénat de Gênes. Sa mère appartient à la famille noble Gandolfi de Bastia. Ottavio est le puîné d'une fratrie de trois garçons : ses frères sont Antonio, marchand et banquier à Naples, et Agostino, également banquier à Cosenza et à Naples, qui sera nommé en 1595 facteur général du roi Philippe II d'Espagne pour l'Italie.
Ottavio Belmosto poursuit des études de droit canon et de droit civil à Rome et à Naples.
Il sert pendant quelque temps à la curie romaine, puis reçoit les ordres sacrés en mars 1591.
Le 31 juillet suivant, il est nommé évêque d'Aléria par Grégoire XIV, où il demeure jusqu'en 1608.
Il passe une grande partie de son temps à modérer les interminables contestations entre familles adverses dues à la vendetta.
Il cède son épiscopat en 1608 à Domenico Rivarola contre une pension annuelle de deux mille ducats.
Il s'installe à Rome, puis à Ravenne, en qualité de vice-légat de Romagne, d'abord sous l'autorité de Bonifacio Caetani, puis du cardinal Rivarola lui-même, après 1612.
Le pape Paul V lui donne une charge à la Sacra Consulta et le 17 octobre 1616 l'élève à la pourpre cardinalice avec le titre de San Carlo ai Catinari.

### Sources
- Fiche du cardinal Ottavio Belmosto sur le site fiu.edu.
- O.F. Tencajoli, Cardinali corsi. Ottavio Belmosto vescovo di Aleria, vice-legato di Ravenna, in Corsica antica e moderna, 11 (1933).
- I. Rinieri, I vescovi della Corsica, Livorno 1934.